# Titokowaru
Riwha Titokowaru, né vers 1823 et mort en 1888, est un chef de tribu māori de la région de Taranaki qui s'est illustré en s'opposant à la colonisation britannique. 

## Biographie
Peu de choses sont connues de sa jeunesse. Il était le chef d'un hapū de l'iwi des Ngāti Ruanui dans le sud du Taranaki. Il est baptisé en 1842 et rejoint ensuite le mouvement monarchiste Māori. 
Il se bat en 1860 lors de la première guerre du Taranaki. 
En 1865 et 1866, les britanniques mènent une campagne répressive dans le Taranaki et y détruisent de nombreux villages. Titokowaru appelle au calme et déclare 1867 année de la paix. Cependant, les disputes territoriales avec les colons deviennent impossibles pour les Māoris et Titokowaru entre en guerre contre les britanniques en 1868.

## En fiction
Le roman La femme de Parihara (2011) de l'auteur maori néo-zélandais Witi Ihimaera retrace les événements historiques qui se sont déroulés dans la région de Taranaki dans les années 1840-1910.

## Référence
1. ↑  Titokowaru, 1966 Encyclopedia of New Zealand.

## Source
- (en) Cet article est partiellement ou en totalité issu de l’article de Wikipédia en anglais intitulé « Titokowaru » (voir la liste des auteurs).